# Mathias From
Mathias From, född 16 december 1997 i Frederikshavn, är en dansk professionell ishockeyspelare som i dagsläget spelar för Herning Blue Fox som är ett lag i den danska högstaligan. Säsongen 23-24 vann även From Metal ligans poängliga med hela 63 poäng (29 mål, 34 assist)